# The North Stands for Nothing
The North Stands for Nothing is de tweede EP van de Britse metalcore band While She Sleeps. De titel van de EP heeft twee volgens zanger Lawrence Taylor twee verschillende betekenissen. Allereerst betekent het dat men weet dat "they won't take crap", omdat de band uit het noorden van Engeland komt. Ten tweede betekent het dat het niet uit maakt waar je vandaan komt; je bent altijd welkom ""to get involved with them".

## Nummers[2]
| 1.                 | The North Stands for Nothing | 4:24 |
| 2.                 | Trophies                     | 0:41 |
| 3.                 | Crows                        | 3:20 |
| 4.                 | My Conscience, Your Freedom  | 3:37 |
| 5.                 | Lost Above the Arches        | 1:23 |
| 6.                 | Proud of the Demon in Me     | 4:02 |
| 7.                 | The Truth                    | 2:28 |
| 8.                 | Hearts Aside Our Horses      | 4:04 |
| Totale duur: 23:59 |                              |      |

| 9.                 | Be(lie)ve | 3:24 |
| Totale duur: 27:28 |           |      |